# 大卫塔沙蛛
大卫塔沙蛛（学名：Tasa davidi）为跳蛛科塔沙蛛属的动物。在中国大陆，分布于陕西、江西、湖南等地。该物种的模式产地在陕西。